# Darmstadt (Indiana)
Darmstadt és una població dels Estats Units a l'estat d'Indiana. Segons el cens del 2000 tenia 1.313 habitants.

## Demografia
Segons el cens del 2000, Darmstadt tenia 4.313 habitants, 490 habitatges, i 1605 famílies. La densitat de població era de 107,4 habitants per km².
Dels 490 habitatges en un 34,3% hi vivien nens de menys de 18 anys, en un 76,3% hi vivien parelles casades, en un 4,3% dones solteres, i en un 17,3% no eren unitats familiars. En el 15,3% dels habitatges hi vivien persones soles el 9,4% de les quals corresponia a persones de 65 anys o més que vivien soles. El nombre mitjà de persones vivint en cada habitatge era de 2,68 i el nombre mitjà de persones que vivien en cada família era de 2,97.
Per edats la població es repartia de la següent manera: un 25,5% tenia menys de 18 anys, un 5,3% entre 18 i 24, un 24,7% entre 25 i 44, un 29% de 45 a 60 i un 15,5% 65 anys o més.
L'edat mediana era de 43 anys. Per cada 100 dones de 18 o més anys hi havia 98,4 homes.
La renda mediana per habitatge era de 68.359$ i la renda mediana per família de 72.813$. Els homes tenien una renda mediana de 50.605$ mentre que les dones 28.750$. La renda per capita de la població era de 31.898$. Entorn del 0,5% de les famílies i l'1,1% de la població estaven per davall del llindar de pobresa.

## Poblacions més properes
El següent diagrama mostra les poblacions més properes.